# Las voces múltiples
Las voces múltiples es un libro de antología poética, publicado en Lima en 1916. Reúne las poesías de ocho escritores vinculados al Movimiento Colónida, encabezados por Abraham Valdelomar y Federico More. El libro recoge, entre otros, los poemas "El hermano ausente en la cena de Pascua" y "Tristitia", considerados los mejores de la producción poética de Valdelomar, donde se describe el ambiente familiar y la sensación de ausencia y soledad que embargaba al poeta. 

## Historia
En el número cuatro de la Revista Colónida apareció una crónica festiva acerca de la publicación de un libro colectivo de versos que llevaría el título de Las voces múltiples. Según se cuenta allí, una tarde se reunieron en la sede del diario La Prensa, siete escritores: Abraham Valdelomar, Pablo Abril de Vivero, Hernán C. Bellido, Antonio G. Garland, Alfredo González Prada, Federico More y Alberto Ulloa Sotomayor. De la conversación surgió la idea de reunir diez poemas de cada uno en un solo volumen. Estaban discutiéndolo cuando entró Félix del Valle; con él se completaron los ocho autores.

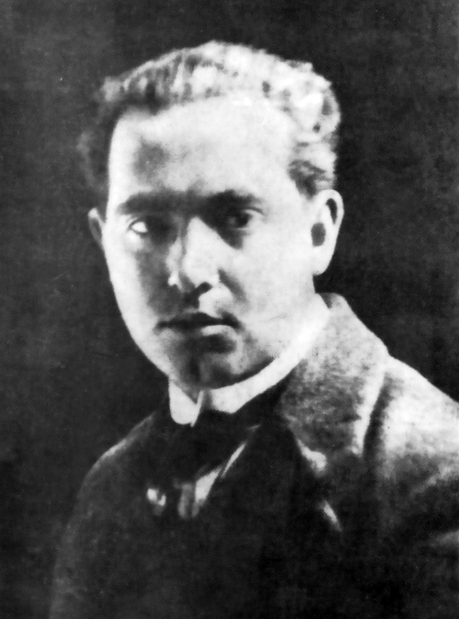
Abraham Valdelomar.

Se trataba, pues, de una reunión de amigos redactores del diario La Prensa de Lima. Esto explicaba en parte la exclusión de José Carlos Mariátegui, que poco antes se había pasado al diario El Tiempo, y de otros “colónidas” o escritores cercanos al movimiento y de ya reconocido talento poético, como Percy Gibson, Enrique Bustamante y Ballivián, César A. Rodríguez, Alcides Spelucín y Augusto Aguirre Morales. 
Alfredo González Prada se ofreció para buscar editor. Días después informaba que la "Casa Editora E. Rosay" se haría cargo de la edición de la obra. Entretanto, el anuncio de la aparición del libro había despertado curiosidad y envidia y, desde luego, la tradicional mordacidad limeña. El semanario corrosivo El Mosquito, que dirigía Florentino Alcorta, anunció, jugando con las palabras, la próxima edición de "Las coces múltiples".
En la “Librería Francesa E. Rosay”, de propiedad de la señora Mercedes Rateri de Rosay, se imprimió Las voces múltiples. El volumen constaba de 249 páginas, más siete de índice y en blanco. Contenía en total 76 composiciones poéticas.

## Crítica de Luis Alberto Sánchez
De los ocho autores puede afirmarse que, salvo dos que eran poetas de raza (Valdelomar y Abril), los demás se clasificaban así: dos intelectuales de gran calado estético (More y González Prada) y cuatro versificadores más o menos hábiles. De los poemas insertos, los más dignos de interés son "La hora de la sangre" de Alfredo González Prada; "Elegía ingenua" y "Madrigal" de Abril de Vivero y los poemas de Abraham, excepto "Luna Park".

## Los poemas de Valdelomar
Estos fueron los diez poemas de Valdelomar que aparecieron en Las voces múltiples (en orden alfabético):
- Confiteor
- El árbol del cementerio
- El conjuro
- El hermano ausente en la cena de Pascua
- Fugaz
- La viajera desconocida
- Luna Park
- Nocturno
- Ritornello
- Tristitia

Aquellos versos presentaron a Valdelomar como un poeta dulce, tierno y profundo; saturado de paisaje, de hogar y de tristeza.
Tristitia ha sido desde entonces el poema de Valdelomar más celebrado por la crítica. Escrito en forma de soneto, allí el poeta describe la dulce experiencia de su infancia, transcurrida con serenidad y tristeza, compensada con la paz de la aldea, la mansedumbre del mar, la belleza del cielo y la secuencia del sol:

Mi infancia que fue dulce, serena, triste y sola
se deslizó en la paz de una aldea lejana,
entre el manso rumor con que muere una ola
y el tañer doloroso de una vieja campana 

Dábame el mar la nota de su melancolía,
el cielo la serena quietud de su belleza,
los besos de mi madre una dulce alegría
y la muerte del sol una vaga tristeza.

En la mañana azul, al despertar, sentía
el canto de las olas como una melodía
y luego el soplo denso, perfumado del mar,

y lo que él me dijera aún en mi alma persiste;
mi padre era callado y mi madre era triste
y la alegría nadie me la supo enseñar...

Otra pieza poética de gran aceptación y difusión es el soneto El hermano ausente en la cena de Pascua, donde en términos afectivos y agradables describe la reunión de los miembros de la familia durante la cena de Pascua, aunque una atmósfera de pena cubre dicho ambiente debido a un vacío visible en la mesa: el hermano ausente.

La misma mesa antigua y holgada, de nogal,
y sobre ella la misma blancura del mantel
y los cuadros de caza de anónimo pincel
 y la oscura alacena, todo, todo está igual...

Hay un sitio vacío en la mesa hacia el cual
mi madre tiende a veces su mirada de miel, 
y se musita el nombre del ausente; pero él
hoy no vendrá a sentarse en la mesa pascual.

La misma criada pone, sin dejarse sentir,
la suculenta vianda y el plácido manjar,
pero no hay la alegría y el afán de reír

que animaran antaño la cena familiar, 
y mi madre, que acaso algo quiere decir,
ve el lugar del ausente y se pone a llorar...